# King Gizzard and the Lizard Wizard
King Gizzard and the Lizard Wizard (stylisé King Gizzard & The Lizard Wizard) est un groupe musical australien, originaire de Melbourne. Le groupe est constitué de Stu Mackenzie, Ambrose Kenny-Smith, Cook Craig, Joey Walker, Lucas Harwood et Michael Cavanagh. Un second batteur, Eric Moore, a aussi géré et joué au sein de la formation jusqu'en 2020.
Le groupe est réputé pour ses performances scéniques énergiques et sa production musicale abondante et hétéroclite, ayant réalisé 27 albums depuis 2012, et parfois au rythme de cinq par année, comme en 2017 et en 2022. Avec des débuts aux sonorités mêlant surf music, rock psychédélique, heavy metal et garage rock, leurs productions les plus récentes réunissent encore davantage d'influences : rock progressif, folk, jazz, soul, heavy metal et même l'utilisation de micro-intervalles.

## Histoire

### Formation (2010)
Les sept membres du groupe ont tous grandi dans la même région, entre Deniliquin, Melbourne et Geelong en Australie. À leurs débuts, il ne s'agissait que d'une bande d'amis organisant des jam-sessions, jusqu'à ce qu'une connaissance mutuelle leur propose de jouer à un concert. Le nom du groupe aurait été trouvé à la dernière minute. Alors que Stu voulait nommer le groupe « Gizzard Gizzard », quelqu'un d'autre voulait le surnom de Jim Morrison « The Lizard King ». Finalement, ils trouvent un compromis en choisissant le nom de « King Gizzard and the Lizard Wizard ». Un de leurs amis, l'artiste Jason Galea, crée les visuels de leurs albums et réalise la plupart de leurs clips.

### Des premiers EP à12 Bar Bruise(2011–2012)
La première production du groupe, Anglesea (2011) est un EP de 4 titres, sorti sur CD. Elle porte le nom de la ville qui voit grandir Stu Mackenzie et n'est plus disponible à la vente, physique ou digitale. Un deuxième EP, Willoughby's Beach EP, sort le 21 octobre 2011, chez Shock Records. En décembre 2011, le groupe fait sa première apparition au Meredith Music Festival, en Australie.
Le premier LP du groupe 12 Bar Bruise sort le 7 septembre 2012. Les 12 pistes de cet album de garage rock sont enregistrées par les soins du groupe et plusieurs d'entre elles de manière peu conventionnelle. Par exemple, le chant du morceau éponyme de l'album a été enregistré par quatre iPhone placés dans une pièce. Stu chantait directement dans l'un d'eux.

### Eyes Like the SkyetFloat Along – Fill Your Lungs(2013)
Le deuxième album de King Gizzard and the Lizard Wizard, Eyes Like the Sky, sort le 22 février 2013. Décrit comme un livre audio western, l'album est narré par Broderick Smith (le père d'Ambrose Kenny-Smith) et évoque des histoires de hors la loi, d'enfants soldats, d'Amérindiens et de fusillades, le tout au cœur de la Conquête de l'Ouest. L'album est écrit par Smith et Stu Mackenzie. Quand on lui a demandé ses influences pour cet album, Stu indique : « J'aime les Westerns. J'aime les méchants et j'aime Red Dead Redemption. Oh, et j'adore les guitares diaboliques ».
Le troisième album du groupe, Float Along - Fill Your Lungs, sort le 23 septembre 2013. Sur cet album de 8 pistes, King Gizzard délaisse temporairement le garage rock pour se tourner vers une musique plus douce, aux sonorités folk et psychédélique.

### OddmentsetI'm in Your Mind Fuzz(2014)
Float Along – Fill Your Lungs est suivi de Oddments, le 7 mars 2014. Sur cet album de 12 titres, la musique du groupe se fait plus mélodique et le chant de Stu plus proéminent. Oddments est décrit comme ayant été enregistré « à travers une chaussette en laine et dans une pièce adjacente ».
I'm in Your Mind Fuzz, est leur cinquième album, sorti le 31 octobre 2014. Composé de 10 pistes, il évoque l'univers de la fantasy et ses paroles se penchent sur le concept du contrôle par la pensée. C'est la première fois que le groupe utilise une approche plus traditionnelle pour écrire et enregistrer un album. Les chansons sont écrites, répétées par le groupe, puis enregistrées ensemble en studio. Pitchfork décrit l'album comme « s'ouvrant en sprint » et finissant « avec certains de leurs meilleurs slow jams ».

### DeQuarters!àNonagon Infinity(2015–2016)
Le sixième album de King Gizzard, Quarters!, sort le 1er mai 2015. Cet opus comporte 4 titres de 10 minutes et 10 secondes, composant chacun un quart de l'album. Teinté de jazz fusion et d'acid rock, Quarters! se veut plus décontracté et est décrit comme « sans précédent dans le répertoire du groupe » et comme « un album qui a plus de chances de vous faire vous trémousser doucement plutôt que de vous faire perdre une chaussure dans un pogo violent ».
Plus tard dans la même année, le groupe livre son septième album, Paper Mâché Dream Ballon. Ce « concept-album sans concept » consiste en une œuvre entièrement acoustique, enregistrée dans la ferme des parents de Stu Mackenzie, dans l'État du Victoria. Il est composé d'une collection de chansons courtes décrites comme « douces, psychédéliques, sans fuzz ». Le groupe a réalisé un clip pour le titre Trapdoor. C'est le premier album distribué aux États-Unis (via ATO Records).
Le huitième album du groupe, Nonagon Infinity, sort le 29 avril 2016. Décrit par Stu Mackenzie comme « un album sans fin », il se compose de 9 chansons connectées entre elles par des motifs musicaux s'enchaînant parfaitement, jusqu'au dernier titre « reliant directement le premier, comme un ruban de Möbius sonore ».
Le 8 mars, le groupe réalise un clip pour le premier single de l'album, Gamma Knife. Il contient un riff du morceau People-Vultures, révélé le 4 avril et suivi d'un clip le 6 mai. Cet album est unanimement salué par la critique, Stuart Berman de Pitchfork le qualifiant d'un des albums rock'n'roll les plus excitants de ces dernières années. L'album vaudra au groupe son premier ARIA Award dans la catégorie du meilleur album de hard rock ou heavy metal, en 2016.

### 5 albums en un an (2017)
Début 2017, King Gizzard entend se lancer dans un nouveau challenge en sortant 5 albums dans la même année, sans certitudes d'y parvenir et tout en poursuivant ses tournées mondiales. Le neuvième opus, Flying Microtonal Banana, est enregistré dans le studio du groupe et sort le 24 février 2017. Initialement conçu pour être joué au saz (ou bağlama) turc, l'album a été décrit comme « une appropriation explosive de la musique à micro-intervalles ». Trois titres sont diffusés en avant-première : Rattlesnake, en octobre 2016, Nuclear Fusion en décembre 2016 et Sleep Drifter en janvier 2017. Le groupe réalise un clip pour le titre Rattlesnake, réalisé par Jason Galea.
L'album suivant, Murder of the Universe (en), sort le 23 juin. Décrit par le groupe comme un « concept-album pour en finir avec les concepts »,. Il se compose de 3 chapitres : The Tale of the Altered Beast; The Lord Of Lightning vs. Balrog; (30 mai 2017) et Han-Tyumi and the Murder of the Universe (11 avril 2017). Les deux premiers chapitres sont narrés par la chanteuse folk Leah Senior, tandis que le chapitre final est dicté par un programme de synthèse vocale.
Le groupe fait sa première télévision internationale sur le plateau du Late Show with Conan O'Brien, sur la chaîne américaine TBS le 17 avril. Le projet suivant, Sketches of Brunswick East, est une collaboration avec le groupe de jazz psychédélique d'Alex Brettin, Mild High Club et sort le 18 août. Puisant son inspiration dans le Sketches Of Spain de Miles Davis (1960) ainsi que de Brunswick East, le quartier de Melbourne où se situe le studio d'enregistrement du groupe, les musiciens y livrent un album de jazz d'improvisation. Stu Mackenzie décrit que l'album « peut être une tentative de représenter les grands changements qui opèrent dans un monde en évolution constante et notre tentative de trouver la beauté dans cet endroit où nous passons beaucoup de temps » (en référence aux changements constants de leur quartier).
Polygondwanaland, le douzième album du groupe, sort le 17 novembre en téléchargement libre. Le groupe encourage fans et labels indépendants à sortir leur propre édition de l’album, déclarant que « Polygondwanaland est gratuit. Gratuit comme dans libre. Vous êtes libres de le télécharger et d'en faire des copies si vous le voulez. Faites-en des cassettes, des CDs, des vinyles... Vous avez toujours rêvé de créer votre propre label ? FONCEZ ! Employez vos potes, pressez vos vinyles et faites votre packaging. Nous ne possédons pas cet album, il est à vous. Alors allez-y, partagez-le, et profitez-en. Si vous voulez l’album en cassette, je ne saurais pas trop vous conseiller. Soyez créatifs. On a essayé une fois, mais ça sonnait vraiment comme de la merde. Peut-être avec les fichiers en .WAV ». Le single Crumbling Castle sort 18 octobre 2017 accompagné de son clip, réalisé par Jason Galea.
Stu Mackenzie confirme le 7 décembre que le cinquième et dernier album de 2017 sortirait « très très tard dans l'année ». Deux titres sortent moins d'une semaine après, All is Known  déjà interprété en concert auparavant, et Beginner's Luck, un tout nouveau morceau,. Le 30 décembre, fidèles à leur promesse, la page Facebook du groupe annonce la sortie du dernier album, Gumboot Soup (en), pour le lendemain. Stu Mackenzie expliquera dans une interview « n'est certainement pas un assemblage de B-sides ou quoi que ce soit du genre. Ce sont juste des chansons qui ne fonctionnaient pas sur aucun des quatre autres albums, ou qui ne collaient pas forcément à l'atmosphère de ces albums, ou encore qui ont été créées peu après la production des albums. »

### Rééditions,Fishing for FishiesetInfest the Rats' Nest(2018–2019)
Au cours de l'année 2018, King Gizzard a continué à donner de nombreux concerts, malgré l'absence de sortie d'un quelconque nouveau projet. Ils rééditent cependant en vinyle et CD les albums Willoughby's Beach (EP) (2011), 12 Bar Bruise (2012), Eyes Like the Sky (2013), Float Along – Fill Your Lungs (2013) et Oddments (2014). Ils ont aussi édité leur propre édition de l'album Polygondwanaland.
Le 1er février 2019, après une pause d'un an concernant la sortie de nouvelles productions musicales, le groupe dévoile le vidéoclip d'un nouveau single intitulé Cyboogie et annonce des tournées Nord-Américaine et Européenne un mois plus tard. Cette tournée implique un concert à l'Alexandra Palace de Londres qui sera le plus grand concert qu'ils aient donné. Ils annoncent la sortie de leur quatorzième album studio Fishing for Fishies au début du mois de mars pour le 26 avril 2019. Le 9 avril 2019, le groupe sort parallèlement un clip pour un nouveau single intitulé Planet B qui explore les sonorités du Thrash Metal dénotant avec les titres présentés pour l'album Fishing for Fishies, confirmant ainsi qu'un second album pour l'année 2019 est en préparation. Ce second album intitulé Infest the Rats' Nest sortira finalement le 16 août 2019 en parallèle du début d'une tournée mondiale.

### Confinement, départ d'Eric Moore,K.G.,L.W.etButterfly 3000(2020–2021)
Le 21 février 2020, King Gizzard jouent un concert caritatif de 3 heures à Melbourne, dont les gains reviendraient à la lutte contre les incendies en Australie. Il s'agira de leur dernier concert avant la suspension des tournées (due à la pandémie de Covid-19), ainsi que du dernier concert d'Eric Moore en tant que membre du groupe. Toujours pour aider à la levée de fonds, sortais 1 mois plus tôt, le 10 janvier 2020, les albums Live in Paris '19 (enregistré à l'Olympia le 14 octobre 2019), Live in Adelaide '19 (enregistré le 12 juillet de la même année), et 5 jours plus tard Live in Brussel '19 (enregistré les 8 et 9 octobre). Ces 3 albums live sont les premiers du programme Official Bootleg, qui permet aux fans et aux labels indépendants de sortir leurs propres éditions de ces albums, comme pour Polygondwanaland 2 ans plus tôt.
Le 6 mars 2020 est annoncé Chunky Shrapnel, un documentaire témoignant de la tournée mondiale du groupe en 2019. Les projections en salles prévues les 3 et 4 avril (annulée en raison de la pandémie) sont remplacées par une première sur la plateforme Vimeo le 17 avril. Le 24 avril sort la bande originale du film, contenant des performances live ainsi que des instrumentaux studios inédits.
Le 14 juillet 2020 sort le clip vidéo d'un nouveau titre, Honey, annonçant un nouvel album microtonal du nom de K.G.. Un clip pour le titre Some of Us sort le 13 août. Le 25 août 2020, King Gizzard annonce le départ d'Eric Moore. Deuxième batteur et manageur du groupe depuis les débuts de la formation, celui-ci souhaite se concentrer à temps plein sur son label Flightless Records (qui publie également les albums de King Gizzard). Par la suite sortiront les bootlegs Demos Vol. 1+2, Live in Asheville '19 et les singles Intrasport, Straws in the Wind et Automation. Pour ce dernier, le groupe publie gratuitement les multipistes et des extraits de vidéos et incitent les fans à faire des remixes et des clips.
C'est le 20 novembre que sort K.G., ainsi que l'album Live in San Francisco '16 (enregistré en 2016 durant la tournée pour Nonagon Infinity). Le 24 décembre sortent les bootlegs Live in London '19 et Teenage Gizzard, contenant les premiers singles du groupe (Hey There/Ants et Bats, Sleep/Summer! et Trench Foot), l'EP Anglesea et l'inédit Life is Cool. La suite directe de l'album, L.W., est annoncée le 10 décembre 2020 avec son premier single If Not Now, Then When?. Les deux mois suivants verront la sortie des singles O.N.E. et Pleura.
Entre février et avril 2021 a lieu une tournée australienne (surnommée Microtour), la première du groupe depuis le début de la pandémie de Covid-19. Celle-ci est entièrement consacrée au catalogue microtonal du groupe, incluant donc les nouveaux albums K.G. et L.W. (ce dernier n'étant pas encore sorti au début de la tournée), ainsi que Flying Microtonal Banana et des outakes issus de Gumboot Soup. Deux official bootlegs de cette tournée seront sorties : Live in Melbourne '21 le 19 mars 2021 et Live in Sydney '21 le 29 mai 2021. L.W. sort finalement le 26 février 2021. Surnommés respectivement Explorations Into Microtonal Tuning Vol.1 et 2, les deux albums reprennent les instruments microtonaux utilisés sur Flying Microtonal Banana, mais en explorant des styles musicaux plus variés (le disco/house sur Intrasport, la ballade acoustique sur Honey et Straws in the Wind ou encore le doom metal sur K.G.L.W.). C'est lors de la sortie de la vidéo du Live in Sydney '21 sur la chaine YouTube de King Gizzard le 29 mai 2021 qu'est annoncé le prochain album studio du groupe, nommé Butterfly 3000.
Sorti le 11 juin 2021, le groupe expérimente avec cet album la musique électronique et la dream pop à l'aide de séquenceurs et de synthétiseurs modulaires ; c'est la première fois dans un album du groupe que les synthés prennent autant le dessus sur les guitares. À la différence du reste de la discographie du groupe, l'album est également dominé par des compositions en tonalité majeure. Par la suite sortiront au rythme d'une vidéo par semaine un clip pour chacun des 10 titres de l'album, en commençant par la chanson Yours le 15 juin 2021.

### Retour des tournées et 3 nouveaux albums (2021–2022)
Le 30 octobre 2021, King Gizzard joue pour la première fois depuis la Microtour un concert au Sydney Myer Music Bowl. Le groupe y joue pour la première fois en concert Shanghai (issue de Butterfly 3000), ainsi qu'un nouveau titre inédit : Gaia. En décembre 2021 est annoncé le festival Timeland, ainsi qu'un nouvel album studio : Made In Timeland. Enregistré en 2019 comme musique d'interlude de concert, les premiers exemplaires de l'album étaient prévus pour être vendus lors du festival. Cependant, la pandémie de Covid-19 aura raison pour un temps de celui-ci. Durant ce même mois est annoncé Butterfly 3001, une compilation de remix des titres de Butterfly 3000. Elle sortira le 21 janvier 2022. Le 27 janvier 2022 sort Live in Brisbane '21, un concert entièrement acoustique enregistré en décembre 2021 lors d'une tournée inachevée à cause de la pandémie. En février 2022, King Gizzard publie sur son compte Twitter une série de posts numérotés composés d'emojis. Ces tweets s’avéreront être des indices concernant les chansons du prochain album studio à venir.
Le 5 mars 2022, 4 mois après son annulation, a lieu le festival renommé Return of the Curse of Timeland. Le groupe y joue trois nouveaux titres : Magenta Mountain, dans la veine de Butterfly 3000, The Garden Goblin, titre pop chanté par Cook Craig, et The Dripping Tap, une jam rappelant Head On/Pill et l'album Nonagon Infinity. Le même jour sort officiellement Made In Timeland, uniquement en vinyle. Composé de deux titres de 15 minutes (Timeland et Smoke and Mirrors), cet album purement electro est un assemblement de courts passages musicaux, mélangeant la techno, la house, l'ambient et le hip-hop. On notera également que Smoke and Mirrors contient le premier passage de rap dans la musique du groupe (celui-ci étant chanté par Ambrose Kenny-Smith). La version studio de The Dripping Tap sort sur les plateformes de streaming le 8 mars 2022, révélant la pochette et le titre du nouvel album : Omnium Gatherum. Il est également confirmé qu'il s'agira du premier double album du groupe.
Le 14 mars 2022 sort l'EP Satanic Slumber Party, en collaboration avec un autre groupe australien, Tropical Fuck Storm. Enregistré vers 2019, il contient entre autres l'extrait d'une jam qui donnera The Dripping Tap. Deux clips vidéos sortiront pour promouvoir Omnium Gatherum : Magenta Mountain le 29 mars 2022 (plus précisément une version live issue de Return of the Curse of Timeland) et Kepler-22b le 19 avril 2022 (la version studio). Toujours pour supporter le nouvel album, le 11 avril 2022 démarre la première tournée mondiale du groupe depuis 2019. Le 22 avril 2022 sort Omnium Gatherum. Dans la lignée de Oddements et Gumboot Soup, l'album réunis en son sein des titres aux styles variés, déjà abordés dans leur discographie ou bien inédits. On y retrouve aussi bien du heavy metal (Gaia, Predator-X), de l'indie pop (Blame it on the Weather, Candles), du rap (Sadie Sorceress, The Grim Reaper) ou du rhythm and blues (Presumptuous).
King Gizzard annonce le 17 juin 2022 que 3 autres albums devraient sortir d'ici la fin de l'année. Avec Made In Timeland et Omnium Gatherum sortis cette même année, le groupe sort ainsi pour la deuxième fois de sa carrière 5 albums studios dans une même année (la première fois était en 2017). Le 11 juillet 2022 sort la vidéo d'une version live de Blame it on the Weather, issue d'une répétition au studio County Line. 4 jours plus tard sort le bootleg Demos Vol.3 + Vol.4. Bien qu'elle a commencé sans accro, Stu Mackenzie annonce que le reste de la tournée européenne doit être annulée à cause de problèmes de santé personnels[source secondaire nécessaire]. Un concert issu de la tournée nord-américaine de 2022, Live at Bonnaroo '22, sort le 12 août 2022.
Le 1er septembre 2022, le groupe confirme que les trois albums studios annoncés en juin sortiront tous en octobre. Le 7 septembre, jour de la sortie d'un clip vidéo pour le single Ice V (prononcé Ice Five), est annoncé le titre des trois albums : Ice, Death, Planets, Lungs, Mushrooms And Lava (double album dont est issu Ice V), Laminated Denim (successeur spirituel de Made In Timeland selon le groupe) et Changes (en développement depuis 2017). Le 4 octobre sort le single Iron Lung (issu de Ice, Death[...]) acompagné d'un clip vidéo.
Sorti le 7 octobre 2022, Ice, Death, Planets, Lungs, Mushrooms and Lava est constitué de 7 improvisations, chacune se reposant sur l'un des 7 modes diatoniques. Selon le groupe, chaque titres est le fruit de plusieurs heures de jam rassemblées pour former une chanson (à la manière de The Dripping Tap). Suivra le 11 octobre 2022 Laminated Denim. Tout comme Made In Timeland, l'album est constitué de deux titres de 15 minutes centrés autour d'un battement d'horloge (à 60 BPM). Cependant, l'album s'éloigne des sonorités EDM de Timeland et Smoke and Mirrors, se rapprochant plutôt de Ice, Death[...], et un rythme à 150 BPM se superpose sur l'horloge, créant une polyrythmie. Ce même jour sort Made In Timeland sur les plateformes de streaming.
Le 15 octobre 2022 est annoncé Sleeping Monster, un documentaire d'une trentaine de minutes retraçant l'enregistrement de l'album Changes. 2 jours plus tard sort un clip vidéo pour le titre Hate Dancin', suivi le 19 octobre d'un trailer vidéo pour Sleeping Monster. Le 28 octobre 2022 sort Changes, dernière sortie de cette année. Plutôt inspiré par le jazz et le rhythm and blues, les 7 titres de l'album sont basés sur la même progression d'accords. L'album devait être le 5e à sortir en 2017, mais il est mis de côté au profit de Gumboot Soup car n'ayant pas été jugé comme terminé. Changes est à ce moment constitué d'une seule grande chanson (cette idée donnera le titre Change). Notons par ailleurs que les premières lettres de chaque titre forment le nom de l'album. Le groupe joue les 10 et 11 octobre 2022 deux concerts de 3 heures à l'amphithéâtre Red Rocks, dans le Colorado, après trois années de reports dues notamment à la pandémie de Covid-19. Un troisième concert dans la même lignée fut organisé au même endroit le 2 novembre 2022, terminant la tournée de promotion d'Omnium Gatherum. Ces trois concerts seront rendus disponibles en official bootleg le 25 janvier 2023.
Le 24 janvier 2023 est publié un clip vidéo pour Astroturf, issu de l'album Changes.

### PetroDragonic ApocalypseetThe Silver Cord(2023)
Dès le 18 août 2022, le groupe avait annoncé que le travail sur les 24e et 25e album avait commencé. Les deux formeraient ensemble un Yin et un Yang. Fin 2022, King Gizzard annonce une nouvelle tournée mondiale pour 2023, passant d'abord par l'Australie et la Nouvelle-Zélande, l'Europe, puis l'Amérique du Nord. Après une poignée de concerts en Australie et en Nouvelle-Zélande entre décembre 2022 et février 2023, le groupe lance sa tournée européenne avec un concert au Zénith de Paris le 2 mars.
Le 4 mars 2023, lors d'un concert à Tilburg (Pays-Bas), le groupe joue pour la première fois un nouveau titre, nommé Gila Monster (inspiré du Monstre de Gila, un lézard venimeux d'Amérique). Le groupe publie le 5 mai 2023 sur ses réseaux une capture d'écran d'un clip vidéo prévu prochainement. Suivra deux jours plus tard la pochette et le nom de leur prochain album, décrit comme étant « pour les métaleux » : PetroDragonic Apocalypse ; or, Dawn of Eternal Night: An Annihilation of Planet Earth and the Beginning of Merciless Damnation.
Le 16 mai 2023 sort un clip vidéo pour Gila Monster. Lors du concert d'ouverture de la tournée américaine au festival Boston Calling, le groupe joue le nouveau morceau Converge, issu du futur album PetroDragonic Apocalypse.
Durant le mois de juin a lieu aux États-Unis une série de concerts en résidence, passant respectivement par le Tennessee (Aux Caverns Underground et Caverns Amphitheater), le Colorado (au Red Rocks Amphitheater, 7 mois après leurs concerts marathon au même endroit), l'Illinois (au Salt Shed) et l'état de Washington (au Carnation Farm). Un concert de 3 heures a également lieu le 21 juin au Hollywood Bowl de Los Angeles devant près de 17 000 personnes, soit la plus grande affluence pour un concert du groupe à ce jour. King Gizzard profite de cette tournée pour jouer pour la première fois en live des titres du futur album PetroDragonic Apocalypse, mais aussi de l'album Changes.
Le 6 juin 2023 sort le clip vidéo du single Dragon.
PetroDragonic Apocalypse ; or, Dawn of Eternal Night: An Annihilation of Planet Earth and the Beginning of Merciless Damnation sort le 16 juin 2023 sur les plateformes de streaming. Bien que comparable au premier abord à Infest the Rat's Nest, il se différencie de ce dernier par ses titres plus longs et plus complexes (notamment de par les nombreux changements de signature rythmique), se rapprochant plus du métal progressif (tout en conservant des influences du thrash metal et du speed metal). L'album suit l'histoire de survivants d'une Terre post-apocalyptique qui, à la suite d'un accident lors d'une incantation, transforment un simple lézard en créature gigantesque semant la destruction sur son passage. La face D de l'album, exclusive au pressage vinyle, raconte en détail cette histoire (la narratrice étant par ailleurs Leah Senior, déjà présente 6 ans plus tôt sur l'album Murder of the Universe).
Le groupe publie le 31 août 2023 deux official bootlegs : Live In Chicago '23 (enregistré durant la série de concerts au Salt Shed), et Demos Vol. 5 + Vol. 6. C'est le 27 septembre 2023 que le groupe annonce officiellement son 25ème album studio, nommé The Silver Cord, ainsi qu'une édition étendue, pour le 27 octobre. Les 3 premiers titres de l'album (Theia, The Silver Cord et Set) sortent en single et en clip vidéo le 3 octobre. The Silver Cord s'approprie l'aspect improvisé d'albums comme Ice, Death, Planets et Laminated Denim en y ajoutant des sonorités quasi-entièrement électroniques (vocodeur, batterie électronique Simmons, synthétiseurs analogiques...) comparable dans une certaine mesure à Butterfly 3000 ou aux titres Cyboogie et Arcanine. L'album puise également dans le krautrock (Theia), la Berlin-School (The Silver Cord, Extinction) et le rap (Set, Gilgamesh). Il existe deux versions de l'album : une version standard de 28 minutes où les titres sont réduits à l'essentiel et se suivent les uns après les autres, et une version étendue de 88 minutes où chaque titre est prolongé par une jam et des paroles supplémentaires, atteignant une dizaine de minutes (une vingtaine pour Theia). Plusieurs paroles dans les titres font echo à l'album précédent PetroDragonic Apocalypse, renforçant les liens entre les deux LPs.

### Flight b741,Phantom Islandet tournée mondiale (depuis 2024)
King Gizzard débute le 9 mars 2024 une nouvelle tournée mondiale avec une poignée de concerts en Australie. Le groupe publie en parallèle sur les réseaux sociaux des photos prises durant des sessions d'enregistrement. Le groupe joue pour la première fois en live les titres Sad Pilot (le 16 mai 2024 à Offenbach-sur-le-Main, en Allemagne) et Le Risque (le 19 mai à Vienne, avec la première participation du batteur Michael Cavanagh au chant principal), probablement issus de ces sessions d'enregistrement et d'un futur album studio.
Le 9 juillet sort Le Risque, premier single de l’album Flight b741 dont la sortie est annoncée pour le 9 août via leur propre label p(doom) Records. Le groupe enchaine le 24 juillet avec la sortie sur leur chaine YouTube de Oink Oink, un documentaire de 15 minutes retraçant l'enregistrement de l'album, ainsi qu'avec la sortie du single Hog Calling Contest. Après un troisième single, Field of Vision, sorti trois jours plus tôt, King Gizzard sort l'album Flight b741 le 9 août 2024. Le groupe enchaine avec une tournée américaine, dont tous les concerts furent diffusés en live sur leur chaîne Youtube. Le groupe annonce également l'ajout de ces concerts au sein du programme Official Bootlegs, multipistes incluses.
Le 29 octobre sort le single Phantom Island, issu de l'album du même titre annoncé le 9 avril 2024. Provenant des sessions pour Flight b741, les titres de l'album ont la particularité d'être accompagné d'un orchestre. Le 15 juin marque quant à lui la sortie d'un clip vidéo pour le single Deadstick.
King Gizzard annoncent également une tournée américaine et européenne, avec certaines dates avec un orchestre pour jouer les titres de Phantom Island.

## Discographie

### Albums studio
| #  | Titre | Sortie            |
| -- | --- | ----------------- |
| 1  | 12 Bar Bruise | 7 septembre 2012  |
| 2  | Eyes Like the Sky (avec Broderick Smith)                                                                                       | 22 février 2013   |
| 3  | Float Along – Fill Your Lungs                                                                                                  | 27 septembre 2013 |
| 4  | Oddments | 7 mars 2014       |
| 5  | I'm in Your Mind Fuzz | 31 octobre 2014   |
| 6  | Quarters! | 1er mai 2015      |
| 7  | Paper Mâché Dream Balloon | 13 novembre 2015  |
| 8  | Nonagon Infinity | 29 avril 2016     |
| 9  | Flying Microtonal Banana | 24 février 2017   |
| 10 | Murder of the Universe | 23 juin 2017      |
| 11 | Sketches of Brunswick East (avec Mild High Club (en))                                                                          | 18 août 2017      |
| 12 | Polygondwanaland | 17 novembre 2017  |
| 13 | Gumboot Soup | 31 décembre 2017  |
| 14 | Fishing for Fishies | 26 avril 2019     |
| 15 | Infest the Rats' Nest | 16 août 2019      |
| 16 | K.G. | 20 novembre 2020  |
| 17 | L.W. | 26 février 2021   |
| 18 | Butterfly 3000 | 11 juin 2021      |
| 19 | Made in Timeland | 5 mars 2022       |
| 20 | Omnium Gatherum | 22 avril 2022     |
| 21 | Ice, Death, Planets, Lungs, Mushrooms and Lava                                                                                 | 7 octobre 2022    |
| 22 | Laminated Denim | 12 octobre 2022   |
| 23 | Changes | 28 octobre 2022   |
| 24 | PetroDragonic Apocalypse ; or, Dawn of Eternal Night: An Annihilation of Planet Earth and the Beginning of Merciless Damnation | 16 juin 2023      |
| 25 | The Silver Cord | 27 octobre 2023   |
| 26 | FLIGHT b741 | 9 août 2024       |
| 27 | Phantom Island | 13 juin 2025      |

### Compilations et albums live
- 10 janvier 2020 : Live in Paris '19
- 10 janvier 2020 : Live in Adelaide '19
- 15 janvier 2020 : Live in Brussels '19
- 24 avril 2020 : Chunky Shrapnel
- 29 septembre 2020 : Demos Vol. 1 + Vol. 2
- 29 septembre 2020 : Live in Asheville '19
- 20 novembre 2020 : Live in San Francisco '16
- 24 décembre 2020 : Live in London '19
- 24 décembre 2020 : Teenage Gizzard
- 19 mars 2021 : Live in Melbourne '21
- 29 mai 2021 : Live in Sydney '21
- 1er octobre 2021 : Live In Milwaukee '19
- 10 décembre 2021 : Live at Levitation '14
- 10 décembre 2021 : Live at Levitation '16
- 21 janvier 2022 : Butterfly 3001 (compilation de remixes)
- 27 janvier 2022 : Live In Brisbane '21
- 15 juillet 2022 : Demos Vol. 3 + Vol. 4
- 12 août 2022 : Live at Bonnaroo '22
- 25 janvier 2023 : Live at Red Rocks '22
- 31 août 2023 : Live In Chicago '23
- 31 août 2023 : Demos Vol. 5 + Vol. 6

### EP
- 18 mars 2011 : Anglesea
- 21 octobre 2011 : Willoughby's Beach
- 14 mars 2022 : Satanic Slumber Party (avec Tropical Fuck Storm)

### Singles
- 2010 : Hey There / Ants and Bats
- 2010 : Sleep / Summer
- 2011 : Black Tooth
- 2012 : Bloody Ripper
- 2014 : Head On/Pill (picture disc limité)
- 2014 : Cellophane / The Wholly Ghost
- 2015 : Slow Jam 1
- 2015 : The River
- 2015 : Trapdoor
- 2015 : Bone
- 2016 : Gamma Knife
- 2016 : Mr. Beat
- 2017 : Rattlesnake
- 2017 : Sleep Drifter
- 2017 : Digital Black
- 2019 : Cyboogie
- 2019 : Fishing For Fishies
- 2019 : Boogieman Sam
- 2019 : Planet B
- 2019 : Self Immolate
- 2019 : Organ Farmer
- 2020 : Honey
- 2020 : Some Of Us
- 2020 : Straws in the Wind
- 2020 : Automation
- 2020 : If Not Now, Then When?
- 2021 : O.N.E.
- 2021 : Pleura
- 2022 : The Dripping Tap
- 2022 : Magenta Mountain
- 2022 : Kepler-22b
- 2022 : Gaia / Presumptuous (pressage 45 tours limité)
- 2022 : Ice V
- 2022 : Iron Lung
- 2022 : Hate Dancin (clip vidéo et pressage 45 tours limité avec Gondii en face B)
- 2023 : Astroturf
- 2023 : No Body / Exploding Suns (pressage 45 tours limité)
- 2023 : Gila Monster (clip vidéo et pressage 45 tours limité avec Witchcraft en face B)
- 2023 : Dragon
- 2023 : Supercell / Converge (pressage 45 tours limité)
- 2023 : Theia / The Silver Cord / Set
- 2024 : Swan Song / Extinction (pressage 45 tours limité)
- 2024 : Le Risque
- 2024 : Hog Calling Contest
- 2024 : Field of Vision
- 2024 : Phantom Island
- 2025 : Deadstick (clip vidéo)

## Membres

### Membres actuels
- Stu Mackenzie – chant, guitare, flûte, claviers, clarinette, basse, contrebasse, mellotron, sitar, zurna
- Ambrose Kenny-Smith – harmonica, claviers, synthétiseur, orgue, chant, percussions,
- Joey Walker – guitare, claviers, synthétiseur, chant, setâr
- Cook Craig – guitare, synthétiseur, basse, chant
- Lucas Skinner (Hardwood, depuis 2019) – basse, claviers
- Michael Cavanagh – batterie, percussions

### Anciens membres
- Eric Moore – batterie, percussions, thérémine, management